# Sigurd Markusfostre
Sigurd Sigurdsson Markusfostre (fallecido en Bergen en 1163). Fue un pretendiente al trono de Noruega entre 1162 y 1163. Era hijo ilegítimo del rey Sigurd II.

## Biografía
Sigurd aparece en la historia de Noruega a la muerte de su hermano Haakon II. Sigurd había sido criado por Markus de Skog, en Ringsaker, y por ello el nombre de Markusfostre (hijo adoptivo de Markus).
Los partidarios de Haakon designaron a Sigurd como su nuevo rey en 1162, en plena guerra civil contra Magnus V, aunque parece que no tuvo un reconocimiento generalizado. Sus seguidores fueron perseguidos por Erling Skakke, quien gobernaba en nombre en Magnus. En 1163, Sigurd y su padrastro fueron capturados por los seguidores de Erling Skakke y Magnus V, y poco después ejecutados en la ciudad de Bergen.